# Шилін Геннадій Васильович
Геннадій Васильович Шилін (рос. Геннадий Васильевич Шилин; нар. 5 лютого 1944 — пом. 16 вересня 2018) — радянський футболіст, нападник.

## Життєпис
У командах майстрів дебютував 1962 року в класі «Б» у складі ярославльського «Шинника». У 1964 році в першій групі класу «А» провів 16 поєдинків, забив чотири м'ячі та став найкращим бомбардиром команди. У 1968-1970 роках за «Зорю» (Луганськ / Ворошиловград) у чемпіонаті зіграв 58 матчів, відзначився 8 голами. У 1971-1973 роках грав у другій лізі за «Шахтар» (Кадіївка). Завершив кар'єру 1974 року в «Зорі», зігравши у вищій лізі 16 матчів, відзначився одним голом.
Син Ігор (нар. 1967) у 1984-1985 роках провів одну гру за дубль донецького «Шахтаря» і шість матчів у другій лізі.